# High Road (Kesha)
| Recensione | Giudizio |
| ---------- | -------- |
| AllMusic   |          |
| Pitchfork  | 5.9/10   |

High Road è il quarto album in studio della cantautrice statunitense Kesha, pubblicato il 31 gennaio 2020.

## Tracce
1. Tonight – 3:15 (Ajay Bhattacharyya, Kesha Sebert, Stephen Wrabel)
2. My Own Dance – 2:41 (Daniel Reynolds, John Hill, Justin Tranter, Kesha Sebert)
3. Raising Hell (feat. Big Freedia) – 2:49 (Ajay Bhattacharyya, Kesha Sebert, Sean Douglas, Stephen Wrabel)
4. High Road – 3:19 (Jeffrey Bhasker, Kesha Sebert, Nate Ruess, Stephen Wrabel)
5. Shadow – 3:33 (Andrew Pearson, Kesha Sebert, Pebe Sebert)
6. Honey – 3:21 (Chelcee Maria Grimes, Kesha Sebert, Stuart Crichton, Taylor Parks)
7. Cowboy Blues – 4:00 (Andrew Pearson, Kesha Sebert, Eric Leva, Stephen Wrabel)
8. Resentment (feat. Brian Wilson, Sturgill Simpson & Wrabel) – 2:52 (Kesha Sebert, Jamie Floyd, Madi Diaz, Stephen Wrabel)
9. Little Bit of Love – 2:22 (Ajay Bhattacharyya, Kesha Sebert, Nate Ruess, Stephen Wrabel)
10. Birthday Suit – 2:56 (Kesha Sebert, Chelcee Grimes, Stuart Crichton)
11. Kinky – 3:25 (Ajay Bhattacharyya, Kesha Sebert, Sean Douglas, Stephen Wrabel)
12. The Potato Song (Cuz I Want To) – 3:33 (Kesha Sebert, Pebe Sebert, Stuart Crichton)
13. BFF (feat. Wrabel) – 4:11 (Kesha Sebert, Pebe Sebert, Stephen Wrabel, Stuart Crichton)
14. Father Daughter Dance – 2:37 (Andrew Pearson, Kesha Sebert)
15. Chasing Thunder – 3:41 (Jeff Bhasker, Kesha Sebert, Louis School, Stephen Wrabel)

Traccia bonus nell'edizione digitale
1. Summer – 3:30 (Kesha Sebert, Ryan Lewis, Bill Danoff, Josh Rawlings, Stephen Wrabel, Tayla Parx)

## Classifiche
| Classifica (2020) | Posizione massima |
| ----------------- | ----------------- |
| Australia         | 26                |
| Belgio (Fiandre)  | 163               |
| Belgio (Vallonia) | 178               |
| Canada            | 20                |
| Irlanda           | 71                |
| Regno Unito       | 63                |
| Spagna            | 29                |
| Stati Uniti       | 7                 |